# NGC 3442
NGC 3442 is een spiraalvormig sterrenstelsel in het sterrenbeeld Kleine Leeuw. Het hemelobject werd op 25 maart 1884 ontdekt door de Franse astronoom Édouard Jean-Marie Stephan.

## Synoniemen
- UGC 6001
- MK 418
- ZWG 184.34
- KUG 1050+341
- IRAS 10503+3410
- PGC 32679